# 湖田窑
湖田窑是江西景德镇古窑，在今景德镇东南竟成乡湖田村。湖田窑创建于五代烧制青瓷和白瓷。元代烧制的湖田窑瓷器略带黄黑色，形式古雅，在浙江很流行。湖田窑在明朝中叶结束，前后历六百余年。
湖田古瓷窑址被列为第二批全国重点文物保护单位。